# Rao Rao Dolok
Rao Rao Dolok is een bestuurslaag in het regentschap Padang Lawas van de provincie Noord-Sumatra, Indonesië. Rao Rao Dolok telt 420 inwoners (volkstelling 2010).